# Liczba Rossbiego
Liczba Rossbiego (ang. Rossby number) – bezwymiarowa liczba używana do opisu przepływów w tym i zjawisk falowych przy użyciu w równań Naviera-Stokesa w atmosferze i oceanie. Stosując nieinercjalny układ odniesienia związany z obracającą się Ziemią trzeba uwzględnić siłę Coriolisa, której cechą charakterystyczną jest jej prostopadłość do prędkości.
Liczba Rossbiego jest stosunkiem sił inercyjnych do siły Coriolisa:
{\displaystyle R_{o}={\frac {F_{i}}{F_{c}}}={\frac {\frac {U^{2}}{L}}{Uf}}={\frac {U}{Lf}}}
{\displaystyle R_{o}\approx {\frac {|\mathbf {u} \cdot \nabla \mathbf {u} |}{|2\mathbf {\Omega } \times \mathbf {u} |}}}
gdzie:
- {\displaystyle \mathbf {u} } – prędkość powietrza lub wody,
- {\displaystyle U} – prędkość charakterystyczna przepływu,
- {\displaystyle L} – długość charakterystyczną przepływu,
- {\displaystyle f=2\Omega \sin \theta } jest parametrem Coriolisa, {\displaystyle \mathbf {\Omega } } jest prędkością kątową obrotu Ziemi, a {\displaystyle \theta } jest szerokością geograficzną.

Liczba Rossbiego przyjmuje wartości od zera do tysięcy. Mała liczba Rossby’ego oznacza system, w którym dominujący wpływ ma siła Coriolisa, duża liczba Rossby’ego oznacza system, w którym dominują siły bezwładności i siły odśrodkowe. Na przykład w tornadach liczba Rossby jest duża (≈ 10³), w układach niskociśnieniowych jest mała (≈ 0,1 – 1), a w systemach oceanicznych jest rzędu jedności, ale w zależności od zjawisk może się wahać o kilka rzędów wielkości (≈ 10−2 – 10²).
Liczba ta jest nazwana nazwiskiem Carla Rossbiego.